# Przedzamcze (Sztum)
Przedzamcze (niem. Stuhm Vorschloß) – część miasta Sztum, w województwie pomorskim, w powiecie sztumskim, w gminie miejsko-wiejskiej Sztum.
Przedzamcze znajduje się w jego południowo-wschodniej części miasta, na wschód od Jeziora Zajezierskiego i na południe od Jeziora Barlewickiego, połączona z centrum Sztumu wąskim przesmykiem między tymi jeziorami.
Miejscowości stanowi przedzamcze Zamku w Sztumie.
W latach 1954–1973 Przedzamcze było siedzibą gromady Sztum-Przedzamcze. 1 stycznia 1972 do gromady Sztum-Przedzamcze włączono część obszaru miasta Sztum (506,60 ha) w tymże powiecie; z gromady Sztum-Przedzamcze wyłączono natomiast obszar o powierzchni 31,31 ha, włączając go do Sztumu.